# Nuage-paradis
Pour plus de détails, voir Fiche technique et Distribution.
Nuage-paradis (russe : Облако-рай, Oblako-raï) est une comédie dramatique soviétique réalisée par Nikolaï Dostal et sortie en 1990.

## Synopsis
Dans une commune urbaine provinciale, le dimanche matin. Kolia ennuie ses voisins en parlant du temps qu'il fait alors qu'il traîne devant chez lui. Ne trouvant pas d'interlocuteurs dans la rue, il se rend chez son ami Fedya. Fedia et sa femme Valia l'accueillent avec lassitude et indifférence.
Souhaitant attirer l'attention, Kolia déclare qu'il va partir en Extrême-Orient pour retrouver le patron d'un ami. Cette décision reçoit l'appui général, Kolia devient un héros local, tous les voisins participent à un rassemblement et à ses adieux. Sous la dictée de Fedia, il rédige des demandes de congé et de licenciement, Valia lui apporte une valise, offerte par un habitant de la ville, Filomeïev, et des voisins entreprenants achètent ses meubles.
Pour sa décision de quitter sa vie monotone et ennuyeuse, Kolia est respecté et même gentiment envié par ses connaissances. Et lorsqu'il leur dit que l'histoire de son départ n'est qu'une blague, personne ne le croit. Kolia est placé de force dans un autocar, et il quitte son village natal et les personnes qui sont devenues ses amis les plus proches au cours de la journée.

## Fiche technique
- Titre français : Nuage-paradis[1],[2]
- Titre original russe : Облако-рай, Oblako-raï[3]
- Réalisation : Nikolaï Dostal
- Scénario : Gueorgui Nikolaïev (ru)
- Photographie : Iouri Nevski (ru)
- Musique : Aleksandr Goldstein (ru)
- Production : Vladimir Dostal
- Sociétés de production : Mosfilm, studios 12A
- Pays de production :  Union soviétique
- Langues originales : russe
- Format : Couleurs
- Genre : comédie dramatique
- Durée : 79 minutes
- Dates de sortie :
  - Russie : décembre 1990
  - France : 4 décembre 1991 (Festival du film européen de La Baule)

## Distribution
- Andreï Jigalov (ru) — Kolia
- Irina Rozanova — Valia
- Sergueï Batalov (ru) — Fedia
- Alla Kliouka (ru) — Natalia
- Lev Borissov (ru) — Filipp Makarovitch
- Anna Ovsiannikova — Tatiana Ivanovna
- Vladimir Tolokonnikov — Filomeïev

## Production
Lors de la conception du film, Nikolaï Dostal cherchait un acteur ressemblant à Iouri Nikouline dans sa jeunesse. La candidature d'Andreï Jigalov (ru) lui est suggérée par Alla Kliouka (ru), qui a joué avec lui dans le documentaire Le Corps (ru) de Nikita Khoubov (ru). Le tournage a eu lieu en mai-juin 1990 à Petrozavodsk en république de Carélie.

## Suite
Quinze ans plus tard, Nikolai Dostal a réalisé une suite au film avec la même distribution : Kolia a la bougeotte (ru) (2005).